# Landgericht Tittmoning

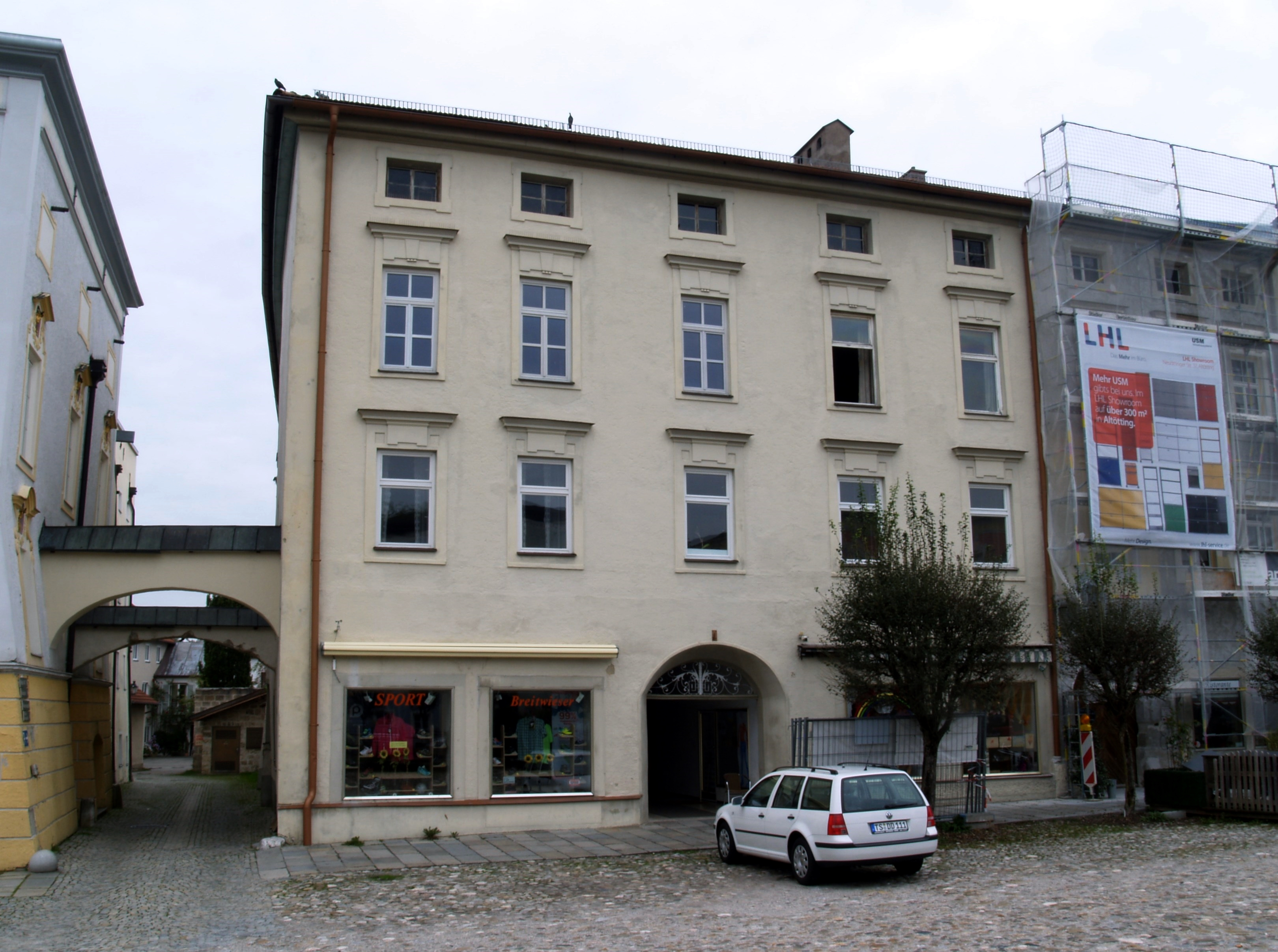
Ehemaliges Gericht in Tittmoning am Stadtplatz 2a

Das Landgericht Tittmoning war ein von 1810 bis 1879 bestehendes Landgericht mit Sitz in der Stadt Tittmoning. Zum Bezirk des Landgerichts Tittmoning zählten Asten, Freutsmoos, Fridolfing, Heiligkreuz, Kay, Kirchheim, Lindach, Palling, Pietling, Tengling, Tettenhausen, Tittmoning, Törring und Tyrlaching.

## Geschichte
Tittmoning wurde als ehemals salzburgische Stadt mit dem Sitz eines Pfleggerichtes gegen die bayerischen Städte Burghausen und Neuötting ausgebaut und kam erst 1810 vorläufig und 1816 nach dem Wiener Kongress zusammen mit dem „Rupertiwinkel“ endgültig zu Bayern.
Das seit 1810 in Tittmoning ansässige „Landgericht älterer Ordnung“ war in Bayern bis 1862 eine staatliche Verwaltungseinheit der unteren Ebene, mit Verwaltungsaufgaben ähnlich den heutigen Landkreisen. Zugleich war das Landgericht älterer Ordnung auch Justizorgan der niederen Gerichtsbarkeit und damit die Eingangsinstanz der ordentlichen Gerichtsbarkeit, vergleichbar mit dem heutigen Amtsgericht. Es nahm aber auch Aufgaben der höheren Gerichtsbarkeit wahr (wie heutige Landgerichte) und verrichtete notarielle Tätigkeiten.
Die Funktion der Landgerichte als Verwaltungsbehörde und zugleich Justizorgan wurde als struktureller Fehler der bayerischen Verfassung angesehen, da damit die richterliche Unabhängigkeit berührt war. Der Richter war neben seinem Richteramt durch seine gleichzeitige Funktion als Verwaltungsbeamter weisungsgebunden. Um diesen Mangel zu beheben, wurde am 10. Januar 1861 das Gerichtsverfassungsgesetz erlassen. Dieses Gesetz ermöglichte die Trennung von Justiz und Verwaltung. Die administrativen Verwaltungsaufgaben wurden aus den Landgerichten herausgelöst und auf die neu geschaffenen Bezirksämter übertragen. Die verbleibenden Rechtspflegeeinrichtungen behielten zunächst die Bezeichnung Landgericht. Anlässlich der Einführung des Gerichtsverfassungsgesetzes am 1. Oktober 1879 kam es zur Errichtung des Amtsgerichts zu Tittmoning, dessen Sprengel aus dem vorhergehenden Landgerichtsbezirk Tittmoning mit Ausnahme zweier an das Amtsgericht Trostberg abgegebener Ortschaften (Lindach, Heilig Kreuz) gebildet wurde. Es bestand bis 1930.

## Gebäude
Das Gebäude des ehemaligen Landgerichts, ein stattlicher dreigeschossiger Eckbau, befindet sich am Stadtplatz 2 a–2 b. Das aus zwei Gebäudeteilen mit gemeinsamer klassizistischer Fassade und flachem Walmdach bestehende Baudenkmal ist im Kern teilweise noch mittelalterlich, vermutlich 13./14. Jahrhundert, die restlichen Teile wurden im späten 16. Jahrhundert und 19. Jahrhundert errichtet.